# Тончо Жечев
Тончо Жечев е български писател, хуманитарист и литературен критик, оставил запомнящи се следи в националната култура с Българският Великден или страстите български. Тълкувател на българското духовно наследство и на българската същност.

## Биография
Тончо Жечев е роден на 6 юли 1929 г. в Дивдядово, днес квартал на Шумен. 9 септември 1944 г. го заварва 15-годишен. Той е син на антифашисти, става ремсист, след това член на Комсомола и комсомолски деятел. През 1954 г. завършва право в Софийския държавен университет.
Съществува мнение, че заради критични изказвания около събитията в Унгария е отстранен от кариера в Комсомола и изпратен на работа в сп. „Родна реч“, където е редактор между 1957 и 1959 г. Изданието е за прохождащи в литературата средношколци и учебни студии по българска и чужда литература. Близкото приятелство на Тончо Жечев със Здравко Петров, Васил Джерекаров и Кръстьо Куюмджиев го превръща в част от прочута четворка по бридж и естетски кръг на изследователи на българската литература със сходни виждания. По-късно към тях се присъединява и Цветан Стоянов.
През 1959 – 1962 г. е аспирант в Москва. След това работи като редактор в списание „Септември“. Там излиза първата му статия, разбунила партократските духове – „Съдбата на критика“. В нея той развива идеята за отказ от задължението на литературната критика да бъде идеологическо оръжие и я призовава да бъде художество като всяко творческо слово. Става завеждащ отдел критика на списанието, което под ръководството Христо Радевски и Никола Фурнаджиев се е превърнало в център на трезво, критично мислене.
През 1965 г. статията му „Иво Андрич или краят на един призрак“ поставя под въпрос вихрещия се по това време интернационализъм, според който националните характеристики трябва да отстъпят пред идеята за всепоглъщаща интеграция със Съветския съюз.
От 1974 до 1983 г. е директор на Института за литература при Българска академия на науките, като става член-кореспондент на академията. На 5 – 8 август 1985 г. изнася лекция с почетната покана на Нобеловия симпозиум.
През 90-те години е главен редактор на списание „Летописи“.
От 1991 г. е член на съвета на Международната фондация „Св. св. Кирил и Методий“.
През 1993 г. заедно с Тома Томов и режисьора Здравко Драгнев в продължение на 21 дни снима на Златния рог документалния филм „Страстите български: Цариградски разговори с Тончо Жечев“.
От 1997 г. е член на Съвета за национално развитие на президента Петър Стоянов и член на обществения съвет на фондация „Отворено общество“.
От 1998 г. е член на Националния съвет за радио и телевизия (НСРТ) от президентската квота.
Умира на 23 февруари 2000 г. след много тежка сърдечна недостатъчност в Правителствена болница в София.

## Творчество
„Българският Великден или страстите български“ (1975) е фундаменталният труд на Тончо Жечев, с няколко издания и преведен на няколко езика. В него той „изследва Цариградския кръг и ролята му в борбите за църковна независимост като важен етап в Българското възраждане. В последвалите полемики и разисквания около монографията авторът пише редица статии, чрез които обосновава тезата си, че борбите за църковна независимост са важна и неотделима част от целокупния български литературен и културно-исторически процес от Възраждането до съвременността.“
„Навръх Великден, 3 април 1860 г., цариградските българи проведоха акция, която стана една от връхните точки във възрожденските борби. Още тогава Г. С. Раковски оценява толкова високо станалото, че смята този ден свят в новия български календар, ден, който трябва да се празнува всяка година. Националният календар на българите по това време е почти бяло поле, по него още няма онези кървави точки, с които отбелязваме празниците. Раковски е искал да прикове вниманието на българите към един от най-важните дни в новото ни летоброене. Но дойдоха други събития, личности, постепенно българският календар се запълни с много червени точки…“ – начални думи в книгата.

## Отличия
- 1995 – лауреат на наградата на Факултета по славянски филологии на „Св. Климент Охридски“ за принос в литературознанието.
- През 1999 г. е удостоен с орден „Стара планина“ първа степен.[8]
- Почетен доктор на Шуменския университет[9]

## Памет
По името на книгата му Българският Великден или страстите български е кръстена инициативата „Българският Великден“.
На 20 ноември 2009 г. в Шумен е организирана национална конференция „80 години от рождението на Тончо Жечев“, с материали от която през 2011 г. е издаден едноименен сборник.
На професор Тончо Жечев е наречена улица в квартал „Драгалевци“ в София (Карта).